# Zabriskie Point (groupe)
Pour les articles homonymes, voir Zabriskie Point.
Zabriskie Point est un groupe de punk rock français, originaire de Nantes, en Loire-Atlantique. Il est l'un des groupes majeurs de la scène punk des années 1990 au même titre que les Sales Majestés, les Cadavres, les Sheriff, les PKRK. Zabriskie Point a également été à l'origine du label indépendant Dialektik Records, essentiel dans le développement de la scène punk française dans les années 1990. Le groupe se sépare en 1999.

## Biographie
Formé en 1992 à partir d'un groupe d'amis étudiants (François au chant, Benoît conceptualisateur du groupe, Lucas à la guitare, Xavier à la guitare, Gwen à la basse et Olivier à la batterie), son nom est emprunté au film homonyme de Michelangelo Antonioni, sorti en 1970, et à la bande originale duquel Pink Floyd a participé (morceau Careful With That Axe, Eugene). Ce film tire lui-même son nom d'un lieu géographique désertique situé dans la Vallée de la Mort en Californie.
Le groupe publie son premier album studio, Fantôme, en 1996. À la sortie de l'album, Zabriskie Point explique : « Nous on vient d’une région libérale du centre droit, du centre gauche, c’est le pays modéré, le climat y est tempéré, tout est tempéré là-bas. Il n’y a pas de skins, pas beaucoup d’immigrés, pas beaucoup de chômeurs, le Pen fait 3%, le P.C. 4% : il n’y a pas de punk rock là-bas. Ce qui marche, c’est la musique bourge du moment, la version bourgeoise de la subversion, c’est-à-dire de la fusion. Voilà ce qui marche : la pop et la fusion ! » Toujours en 1996, le groupe publie un deuxième album studio, intitulé Tout est bien. Après plusieurs splits, compilations et EP, Zabriskie Point publie son troisième et dernier album studio, Paul, en 1999. Ce dernier album est précédé d'une autre production, Des hommes nouveaux. Cette même année, le groupe se sépare. Ses membres expliquent que la vie du groupe a toujours été prévue comme courte, leur objectif étant de conserver leur intégrité et de ne jamais courir après l'argent. 
La particularité de ZP sont ses textes, écrits par François Bégaudeau, le chanteur du groupe. Ce dernier est désormais connu comme écrivain. Il est primé par la Palme d'or à Cannes en 2008 pour le film Entre les murs dont il a écrit l'œuvre originale et dont il est l'acteur principal. Xavier Esnault, un des guitaristes du groupe, devient réalisateur de télévision. Il réalise également la série Litiges diffusée sur la chaîne TéléNantes.

## Style musical et thèmes
Le groupe n'a jamais cessé de tourner autour du thème du jeu, à commencer par celui de leur identité punk, qui est mise à profit musicalement mais à laquelle s'ajoutent des textes à la dimension littéraire, politique ou philosophique. Le groupe dénonce également, à travers certains textes comme « Zabriskir » ou « Contre Culture », les critiques auxquelles ils ont été sujets à leur début, par le milieu punk lui-même.
Les textes du groupe, souvent marqués par un ancrage politique à gauche qui semble naviguer entre un marxisme pris avec recul et un anarchisme hétérodoxe, restent toujours subtils, empreints de littérature et de stratégies allusives. Leur musique quant à elle possède un côté pop et mélodique certain (d'ailleurs le groupe lui-même revendique l'influence de groupes américains récents comme Green Day) mais est néanmoins ancrée dans la tradition bruyante des Ramones et marquée par la dureté du son hardcore de groupes comme les Dead Kennedys ou Minor Threat.

## Membres
- François Bégaudeau - chant
- Olivier - batterie
- Lucas - guitare
- Xavier Esnault - guitare
- Gwen - basse

## Discographie
- 1996 : Fantôme
- 1996 : Tout est bien
- 1997 : Des hommes nouveaux
- 1999 : Paul, réédition double vinyle en 2020

### EP
- 1998 : Radicalement compatibles (split 4 titres avec les Partisans)
- 1999 : I Would Prefer Not to (EP)

### Album live
- 1999 : I Would Prefer Not to Live

### Compilations
- 1997 : Comment je devins fantôme (ma résurrection)... et les 45 tours de ma jeunesse (longue pièce développant la chanson Fantôme et compilation des premiers titres du groupe)
- 2009 : Tout ce qu'on a fait volume A (Des gens de l'Occident)
- 2009 : Tout ce qu'on a fait volume Z (Des gens de l'Occident)

### Apparitions
- 1996 : Dites-le avec des fleurs
- 1996 : What's My Punk ?
- 1996 : Tendances négatives

## Filmographie
- Je suis une vidéomachine (1999-2000), film de Xavier Esnault et Sophie Proux, film autour de la tournée d'adieu
- 'Last Ovation (2000), film de Céline Vincent
- Frenchless (1999), clip de Xavier Esnault